# Oskava (Fluss)
Die Oskava (deutsch Oskawa) ist ein linker Nebenfluss der March in Tschechien.

## Geographie
Sie entspringt fünf Kilometer östlich von Hraběšice im Rabenseifener Bergland (Hraběšická vrchovina), einem Teil des Hannsdorfer Berglands, am Südosthang des Kamenný vrch (955 m) in 831,1 m ü. NN aus mehreren Quellbächen. Nördlich befindet sich der Skřítek-Sattel mit dem gleichnamigen Hochmoor, das jedoch vom Zlatý potok in den Podolský potok entwässert wird. Am Rabštejn (803 m) vorbei fließt der Bach durch die Gebirgswälder nach Süden. Am weiteren Lauf in südwestliche und südliche Richtung liegen die Orte Friedrichsdorf (Bedřichov), Oskava, Nemrlov, Dolní Libina und Hradec. Unterhalb von Šumvald speist die Oskava den Fischteich Hrubý rybník. Über Plíškův Mlýn, Valcha, Nová Dědina, Fojtský Mlýn, Dolní Sukolom, Uničov, Brníčko und Dětřichov fließt die Oskava in die Marchebene. Hier führt sie Teile ihres Wassers über das Třetí voda und den Kobylník dem westlich verlaufenden Benkovský potok zu. Der weitere Lauf führt über Pňovice, Boudy, Krnov, Jílkov, Liboš, Štěpánov und Benátky bis Březce. Unterhalb des Dorfes Březce wird der Fluss von der Eisenbahnstrecke zwischen Mohelnice und Olomouc überquert. Daran schließt sich rechtsseitig der Baggersee Chomoutovské jezero an. Bei Chomoutov mündet die Oskava nach 50,29 km bei 213,3 m ü. NN in die March. Das Einzugsgebiet des Flusses umfasst 569,2 km². An der Mündung hat der Fluss einen durchschnittlichen Wasserdurchfluss von 3,53 m³/s.

## Zuflüsse
- Zlatý potok (l), in Bedřichov
- Dlouhý potok (r), in Bedřichov
- Václavovský potok (r), in Oskava
- Březový potok (l), in Nemrlov
- Mladoňovský potok (r), in Dolní Libina
- Brabínka (r), bei Hradec
- Dražůvka (l), bei Šumvald
- Oslava (l), bei Fojtský Mlýn
- Lukavice (r), oberhalb Dětřichov (Uničov)
- Hlavnice (l), bei Boudy
- Teplička (l), bei Žerotín
- Říčí potok (l), bei Benátky
- Sitka (l), bei Chomoutov

## Abflüsse
- Třetí voda (r), unterhalb Dětřichov (Uničov)
- Kobylník (r), oberhalb Pňovice